# HTC Corporation
HTC Corporation, voorheen bekend als High Tech Computer Corporation, is een Taiwanese producent van smartphones die draaien op Windows Phone en Android. De aandelen staan genoteerd op de Taiwan Stock Exchange.

## Geschiedenis
Het bedrijf werd in 1997 opgericht door Cher Wang en Peter Chou. In het begin van zijn bestaan fabriceerde HTC pda's voor andere merken zoals QTEK en Dopod. Vanaf 1999 ging HTC ook mobiele apparaten onder zijn eigen merknaam uitbrengen. HTC's eerste eigen toestellen draaiden op Windows Mobile, waar naarmate de tijd vorderde het steeds meer zou overstappen naar Android.
In 2010 was HTC gegroeid tot een belangrijke fabrikant van Android en Windows Mobile smartphones. In dat jaar leverde HTC 24,7 miljoen eenheden, een ruimschootse verdubbeling versus 2009, en had het 8% van de wereldwijde smartphonemarkt in handen. HTC behoorde tot de 's werelds top 5 fabrikanten van smartphones en stond in de top 10 fabrikanten van mobiele telefoons. In 2010 behaalde HTC een record resultaten, een omzet van NT$ 279 miljard en een nettowinst van NT$ 39,5 miljard. Het had 15.575 medewerkers. Verder kocht HTC in datzelfde jaar een belang van 50,1% in het bedrijf Beats Electronics, om exclusief de geluidssoftware van dat bedrijf in zijn telefoons te stoppen. Later verkocht HTC de helft van zijn belang weer aan Beats.
Tijdens het MWC 2011 werd HTC door de GSM Assocation uitgeroepen tot fabrikant van het jaar.
Vanaf 2012 begon HTC financieel in de problemen te komen nadat er minder toestellen werden verkocht, wat voornamelijk kwam door de duopolie van Apple en Samsung. In 2013 was er enig herstel door verkoopsuccessen van de HTC One.
In 2015 produceerde HTC nog 9,4 miljoen smartphones, een daling van 40% ten opzicht van 2014. Het wereldwijd marktaandeel was verschrompeld tot 1,3%. Er waren veel nieuwe partijen op de markt gekomen, zoals Xiaomi, Lenovo en anderen, met felle concurrentie tot gevolg. HTC besloot in 2015 de productiecapaciteit te verminderen van 32,5 miljoen smartphones in 2015 naar 20 miljoen in 2015. Om deze daling op te vangen werd de focus verlegd naar nieuwe markten waaronder virtual reality. In 2015 was de omzet NT$ 122 miljard en leed HTC een verlies van NT$ 15,5 miljard.
In september 2017 sloten Google Inc. en HTC een overeenkomst. HTC helpt het Google Pixel smartphones te ontwikkelen en in de overeenkomst is afgesproken dat de HTC medewerkers die hierbij zijn betrokken, overgaan naar Google en verder krijgt Google het recht op het gebruik van HTC patenten. In januari 2018 werd de transactie afgerond en betaalde Google US$ 1,1 miljard aan HTC. Na jaren van verliezen rapporteerde HTC een winst in 2018 vooral dankzij de winst op de Google transactie. Op 31 december 2018 telde HTC nog 4800 medewerkers, een jaar eerder was dit nog 10.400.

## Productinformatie
In de tijd dat HTC nog Windows Mobile-toestellen maakte, gaf het zijn standaardlijn-modellen een futuristische naam. Deze modellen hadden daarnaast een productnummer, zo is de HTC S710 ook bekend als de HTC Vox. De meeste toestellen van HTC zijn tegenwoordig uitgerust met Android. Daarnaast produceert HTC ook smartphones die draaien op Windows Phone, zoals de Mozart, de Titan, Windows Phone 8X, Windows Phone 8S en de HTC One M8 for Windows.
De meeste smartphones die door HTC worden ontwikkeld, maken gebruik van Googles besturingssysteem Android. Hierop had het bedrijf nog zijn eigen gebruikersinterface gelegd, HTC Sense, dat nog afstamde uit het Windows Mobile-tijdperk. In het verleden waren vooral de HTC Desire en Desire HD populaire telefoons die het tegen de iPhone van Apple moesten opnemen. Op het moment is HTC's belangrijkste toestel de HTC One, die door velen als de "redder" van het bedrijf wordt gezien.
De HTC One werd in 2013 door de Nederlandse techmedia uitgeroepen tot beste product van het jaar. Experts omschreven de telefoon als 'een mijlpaal in de geschiedenis van de smartphone' en 'een parel om te zien'. 

### Smartphones
HTC heeft veel smartphones uitgebracht, de belangrijkste toestellen vallen onder de Touch-, Desire-, 7-, One- en Windows Phone-serie. De belangrijkste toestellen van deze series zijn de Touch HD, de Desire S, de 7 Trophy, de One X, de One en de WP 8X. Verdere noemenswaardige telefoons zijn de T-Mobile G1, de Sensation, Wildfire, Nexus One, de Titan en de Butterfly. In 2014 bracht HTC de HTC One M8 uit en in 2015 de HTC One M9 en de HTC One A9.
Een van de belangrijkste producten van het bedrijf is de HTC 10, een smartphone die op 6 mei 2016 uitkwam. Het is de opvolger van de HTC One A9 in de One-serie van het bedrijf. Anno 2015 produceert HTC vooral smartphones in de Desire- en One-series. Het bedrijf heeft ook de Nexus 9 voor Google uitgebracht, een Re-Camera en een virtual reality bril gemaakt.